# Maria di Waldeck e Pyrmont
Maria di Waldeck e Pyrmont (nome completo Georgine Henriette Marie Prinzessin zu Waldeck und Pyrmont) (Bad Arolsen, 23 maggio 1857 – Ludwigsburg, 30 aprile 1882) nata principessa di Waldeck e Pyrmont, divenne principessa di Württemberg per matrimonio.

## Famiglia d'origine
Suo padre era il principe Giorgio Vittorio di Waldeck e Pyrmont, figlio del principe Giorgio II di Waldeck e Pyrmont e della principessa Emma di Anhalt-Bernburg-Schaumburg-Hoym; sua madre era la principessa Elena di Nassau, figlia del duca Guglielmo di Nassau e della principessa Paolina di Württemberg.

## Matrimonio
Il 15 febbraio 1877 nella città di Bad Arolsen, Maria sposò il principe Guglielmo II di Württemberg, figlio del principe Federico Carlo Augusto di Württemberg (1808 – 1870) e della principessa Caterina Federica di Württemberg. Figlio unico, Guglielmo era stato cresciuto come successore al trono, a seguito della prevedibile sterilità della coppia reale, costituita dal re Carlo I di Württemberg e dalla regina Ol'ga Nikolaevna Romanova, nata granduchessa di Russia.
Dal loro matrimonio nacquero tre figli:
- Paolina, nata il 19 dicembre del 1877 e morta il 7 maggio del 1965, sposò Federico Hermann zu Wied (1872–1945);
- Ulrico, nato il 28 luglio del 1880 e morto il 28 dicembre del 1880;
- figlia senza nome nata e morta il 24 aprile del 1882.

Maria morì per le conseguenze del terzo parto il 30 aprile 1882.

## Antenati
|                                         |                                       |                                                 | Genitori                                            |  |  | Nonni |  |  | Bisnonni                       |  |  | Trisnonni                                   |  |
|                                         |                                       |                                                 |                                                     |  |  |       |  |  | Giorgio I di Waldeck e Pyrmont |  |  | Carlo Augusto Federico di Waldeck e Pyrmont |  |
|                                         |                                       |                                                 |                                                     |  |  |       |  |  | Giorgio I di Waldeck e Pyrmont |  |  | Carlo Augusto Federico di Waldeck e Pyrmont |  |
|                                         |                                       | Cristiana Enrichetta del Palatinato-Zweibrücken |                                                     |  |  |       |  |  | Giorgio I di Waldeck e Pyrmont |  |  |                                             |  |
| Giorgio II di Waldeck e Pyrmont         |                                       |                                                 |                                                     |  |  |       |  |  | Giorgio I di Waldeck e Pyrmont |  |  |                                             |  |
|                                         |                                       | Augusta di Schwarzburg-Sondershausen            | Augusto II di Schwarzburg-Sondershausen             |  |  |       |  |  |                                |  |  |                                             |  |
|                                         |                                       | Augusta di Schwarzburg-Sondershausen            | Augusto II di Schwarzburg-Sondershausen             |  |  |       |  |  |                                |  |  |                                             |  |
|                                         |                                       | Augusta di Schwarzburg-Sondershausen            | Cristina di Anhalt-Bernburg                         |  |  |       |  |  |                                |  |  |                                             |  |
| Giorgio Vittorio di Waldeck e Pyrmont   |                                       | Augusta di Schwarzburg-Sondershausen            |                                                     |  |  |       |  |  |                                |  |  |                                             |  |
|                                         |                                       | Vittorio II di Anhalt-Bernburg-Schaumburg-Hoym  | Carlo di Anhalt-Bernburg-Schaumburg-Hoym            |  |  |       |  |  |                                |  |  |                                             |  |
|                                         |                                       | Vittorio II di Anhalt-Bernburg-Schaumburg-Hoym  | Carlo di Anhalt-Bernburg-Schaumburg-Hoym            |  |  |       |  |  |                                |  |  |                                             |  |
|                                         |                                       | Vittorio II di Anhalt-Bernburg-Schaumburg-Hoym  | Eleonora di Solms-Braunfels                         |  |  |       |  |  |                                |  |  |                                             |  |
| Emma di Anhalt-Bernburg-Schaumburg-Hoym |                                       | Vittorio II di Anhalt-Bernburg-Schaumburg-Hoym  |                                                     |  |  |       |  |  |                                |  |  |                                             |  |
|                                         |                                       | Amalia di Nassau-Weilburg                       | Carlo Cristiano di Nassau-Weilburg                  |  |  |       |  |  |                                |  |  |                                             |  |
|                                         |                                       | Amalia di Nassau-Weilburg                       | Carlo Cristiano di Nassau-Weilburg                  |  |  |       |  |  |                                |  |  |                                             |  |
|                                         |                                       | Amalia di Nassau-Weilburg                       | Carolina d'Orange-Nassau                            |  |  |       |  |  |                                |  |  |                                             |  |
| Maria di Waldeck e Pyrmont              |                                       | Amalia di Nassau-Weilburg                       |                                                     |  |  |       |  |  |                                |  |  |                                             |  |
|                                         | Federico Guglielmo di Nassau-Weilburg | Carlo Cristiano di Nassau-Weilburg              |                                                     |  |  |       |  |  |                                |  |  |                                             |  |
|                                         | Federico Guglielmo di Nassau-Weilburg | Carlo Cristiano di Nassau-Weilburg              |                                                     |  |  |       |  |  |                                |  |  |                                             |  |
|                                         | Federico Guglielmo di Nassau-Weilburg | Carolina d'Orange-Nassau                        |                                                     |  |  |       |  |  |                                |  |  |                                             |  |
| Guglielmo di Nassau                     | Federico Guglielmo di Nassau-Weilburg |                                                 |                                                     |  |  |       |  |  |                                |  |  |                                             |  |
|                                         |                                       | Luisa Isabella di Kirchberg                     | Guglielmo Giorgio di Kirchberg, conte di Hachenburg |  |  |       |  |  |                                |  |  |                                             |  |
|                                         |                                       | Luisa Isabella di Kirchberg                     | Guglielmo Giorgio di Kirchberg, conte di Hachenburg |  |  |       |  |  |                                |  |  |                                             |  |
|                                         |                                       | Luisa Isabella di Kirchberg                     | Isabella Augusta di Reuss-Greiz                     |  |  |       |  |  |                                |  |  |                                             |  |
| Elena di Nassau                         |                                       | Luisa Isabella di Kirchberg                     |                                                     |  |  |       |  |  |                                |  |  |                                             |  |
|                                         |                                       | Paolo Federico di Württemberg                   | Federico I di Württemberg                           |  |  |       |  |  |                                |  |  |                                             |  |
|                                         |                                       | Paolo Federico di Württemberg                   | Federico I di Württemberg                           |  |  |       |  |  |                                |  |  |                                             |  |
|                                         |                                       | Paolo Federico di Württemberg                   | Augusta di Brunswick-Wolfenbüttel                   |  |  |       |  |  |                                |  |  |                                             |  |
| Paolina di Württemberg                  |                                       | Paolo Federico di Württemberg                   |                                                     |  |  |       |  |  |                                |  |  |                                             |  |
|                                         |                                       | Carlotta di Sassonia-Hildburghausen             | Federico di Sassonia-Altenburg                      |  |  |       |  |  |                                |  |  |                                             |  |
|                                         |                                       | Carlotta di Sassonia-Hildburghausen             | Federico di Sassonia-Altenburg                      |  |  |       |  |  |                                |  |  |                                             |  |
|                                         |                                       | Carlotta di Sassonia-Hildburghausen             | Carlotta di Meclemburgo-Strelitz                    |  |  |       |  |  |                                |  |  |                                             |  |
|                                         |                                       | Carlotta di Sassonia-Hildburghausen             |                                                     |  |  |       |  |  |                                |  |  |                                             |  |